# Drängsmark
Drängsmark is een plaats in de gemeente Skellefteå in het landschap Västerbotten en de provincie Västerbottens län in Zweden. De plaats heeft 353 inwoners (2005) en een oppervlakte van 54 hectare. In de plaats komen verschillende weg samen en de plaats ligt op een open stuk grond, dat wordt omringd door bos.